# مادوكا هاجي
مادوكا هاجي (櫨 まどか) (مواليد 8 يوليو 1988)، هي لاعبة كرة قدم كانت تلعب كمهاجم. ولعبت مع منتخب اليابان لكرة القدم للسيدات.

## وصلات خارجية
- مادوكا هاجي على موقع قاعدة بيانات كرة القدم.إي يو (الإنجليزية)
- مادوكا هاجي على موقع Soccerway.com (الإنجليزية)
- مادوكا هاجي على موقع عالم كرة القدم.نت (الإنجليزية)